# Senyoria de Borbó

senyor de Borbó de la família de Dampierre

La senyoria de Borbó fou una jurisdicció feudal del Regne de França, centrada al castell de Borbó (moderna ciutat de Bourbon-l'Archambault just al centre de França) antic Castrum Borboniensis i que apareix a la taula de Peutinger com Aquae Bormonis. El territori limitava al nord i oest amb el Nivernais (Nevers) i Berric (Bourges), a l'est amb Borgonya i el Lionès, i al sud amb Alvèrnia i la Marca. El castell era aquità però fou conquerit per Pipí el Breu el 761. No se sap quan es va formar el domini senyorial però la tradició diu que ja existia al segle viii i amb seguretat al final del segle ix. Les llegendes que pretenen emparentar als senyors de Borbó amb els carolingis i a través dels nibelúngides amb els capets, no tenen cap suport. Segons l'Enciclopèdia Espasa, volum 9, pàgina 76, Carles el Simple va concedir a Ademar el títol de comte de Borbó però aquesta afirmació no té suport en altres fonts.
El primer senyor conegut, Ademar, va fundar el priorat de Souvigny el 913. Llavors els senyors eren vassalls dels comtes de Bourges però després van passar a dependre dels reis de França. Arquimbald V (1078-1096) es va enfrontar al final del segle xi amb els benedictins de Souvigny, i amb el legat del papa Hug de Die (legat 1803-1106 amb una interrupció del 1087 al 1088, arquebisbe de Lió 1085-1106) que pretenia imposar l'autoritat de l'església en el món polític.

## Llista de senyors
- Ademar o Aimar (nascut vers 870, mort suposadament el 921), esmentat el 913
- Aimó I (vers 900- vers 980), esmentat el 950, 953, 954, fill d'Ademar
- Arquimbald I (vers 940-990), conegut com a Arquimbald el Franc, senyor 959-990, fill d'Aimó
- Arquimbald II, anomenat Arquimbald el Verd o el Vell, senyor 1028-1031 i 1034-1034, fill de l'anterior
- Arquimbald III, anomenat Arquimbald del Montet o el Blanc o el Jove, senyor 1034-1064), fill de l'anterior
- Arquimbald IV, anomenat Arquimbald el Fort, senyor vers 1064-1078, fill de l'anterior
- Arquimbald V, anomenat Arquimbald el Pietós, senyor 1078-1096, fill de l'anterior
- Arquimbald VI, anomenat Arquimbald el Pupil, senyor 1096-1116, fill de l'anterior
- Aimó II (vers 1055-abans 1120), senyor 1116-abans de 1120) germà d'Arquimbald V i fill d'Arquimbald IV
- Arquimbald VII (vers 1100-1171), senyor abans de 1120-1171, fill de l'anterior
- Matilde I (vers 1165-després de 1227), senyora 1171-després de 1227 neta d'Arquimbald VII, filla d'Arquimbald de Borbó (1189–1242)
- Guiu I de Borbó i II de Dampierre (vers 1155-1216), senyor de Dampierre i senyor uxori de Borbó 1196-1216)[1]
- Arquimbald VIII (vers 1197-1242),[2] conegut com a Arquimbald el Gran, senyor de facto el 1216 i de dret vers 1027-1171, fill de l'anterior i de Matilde I.
- Arquimbald IX (vers 1205-1249), senyor 1242-1249, comte de Nevers, fill de l'anterior[3]
- Matilde II (vers 1234-1262), coneguda com a Mafalda de Borbó, senyora 1249-1262, comtessa de Nevers, d'Auxerre i de Tonnerre, filla de l'anterior.
- Agnès (1237-1287), senyora 1262-1287, germana de l'anterior.
- Joan de Borbó (1231-1267) anomenat Joan de Borgonya, senyor 1262-1267 per matrimoni amb Agnès, comte del Charolais.[4]
- Beatriu de Borbó (1257-1310) anomenada Beatriu de Borgonya, senyora 1287-1310, senyora de Charolais, filla d'Agnès i Joan de Borgonya.
- Robert de França i de Provença (1256-1317), comte de Clermont-en-Beauvaisis (1269-1317), senyor de Borbó per matrimoni 1283-1310[5]
- Lluís de Borbó (vers 1280-1342), anomenat Lluís el Gran o el Coix, comte de Clermont 1317-1322, senyor de Borbó 1310-1327, comte de La Marca 1322-1342, fill de Robert i Beatriu, primer duc de Borbó el 1327.

Vegeu: Ducat de Borbó

## Primera dinastia
```
|
Aimar o Ademar

|
|
Aimó I
 (mort el vers 980)
|
|->
Arquimbald I el Franc
 (mort el després de 990)
|
|->
Arquimbald II el Vell
 (mort el v. 1054)
|
|->
Arquimbald III el Jove
 (mort el 1078)
|
|->
Arquimbald IV el Fort
 (mort el 1095)
|
|->
Arquimbald V el Pietós
 (mort el 1096)
| |
| |->
Arquimbald VI el Pupil
 (mort el 1097)
|
|->
Aimó II
 Vaire-Vache, (mort el 1120)
|
|->
Arquimbald VII
 (mort el 1171)
|
|->
Arquimbald de Borbó
 (mort el 1169)
|
|->
Matilde
 (mort el 1218)
x 
Guiu II de Dampierre
, mariscal de Xampanya (mort el 1216)
|->Casa de Dampierre, en endavant 
Dampierre-Borbó
```

## Segona dinastia Dampierre-Borbó
```
Guiu II de Dampierre
 (mort el 1216)
x 
Matilde I de Borbó
 (mort el 1218)
|
|->
Arquimbald VIII el Gran
 (mort el 1242)
X 
Beatriu de Montluçon

|
|->
Arquimbald IX el Jove
 (mort el 1249)
X 
Iolanda de Châtillon
, comtessa de 
Nevers
, d'
Auxerre
 i 
de Tonnerre

|
|->
Matilde o Mafalda II
 (mort el 1262)
| x 
Eudes de Borgonya
 (mort el 1266)
| |->
dinastia Capet de Borgonya

|
|->
Agnès
 (1237-1287), comtessa de Nevers, d'Auxerre i de Tonnerre (mort el 1288)
x 
Joan de Borgonya
, senyor de Charolais (mort el 1267)
|-> 
Beatriu de Borgonya o de Borbó

x 
Robert de Clermont

|->dinastia capet de Borbó
```